# Représentations diplomatiques de la Guinée-Bissau

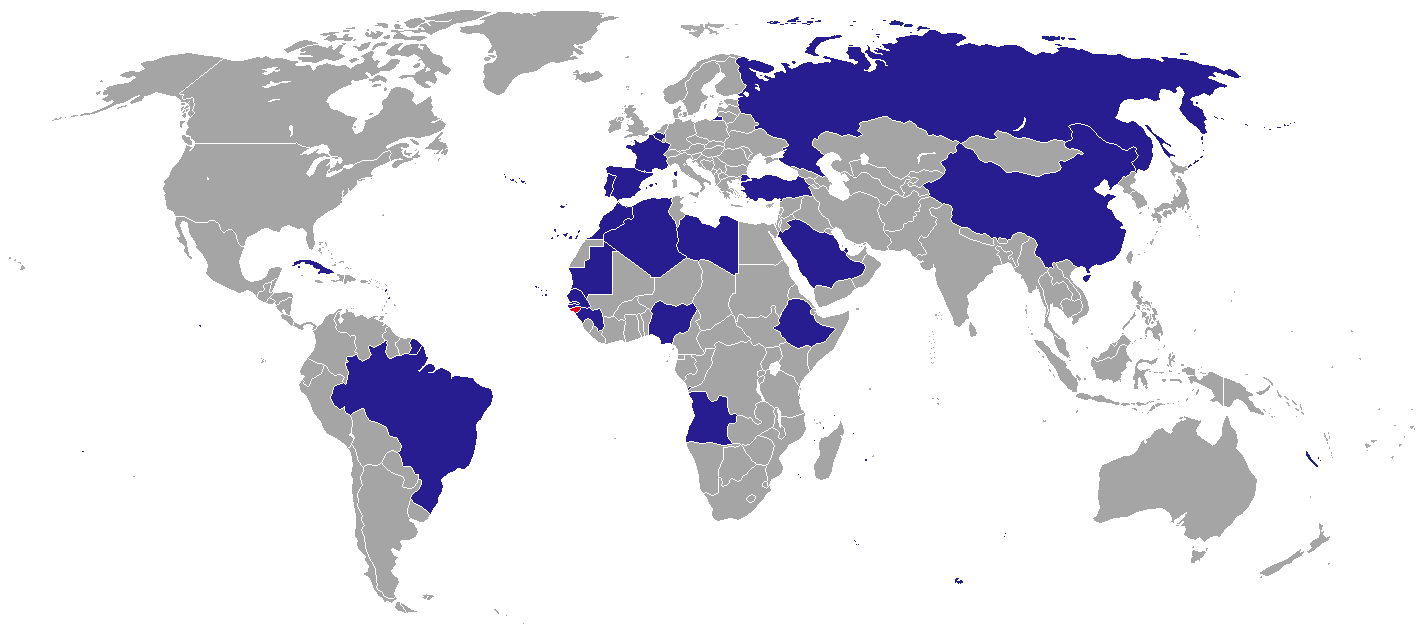
Carte des représentations diplomatiques guinéennes.

Ceci est une liste des représentations diplomatiques de la Guinée-Bissau, à l'exclusion des consulats honoraires. La République de Guinée-Bissau suit une politique étrangère non alignée et recherche des relations amicales et coopératives avec une grande variété d'États et d'organisations, bien que sa présence diplomatique réelle soit faible.

## Afrique
- Algérie
  - Alger (ambassade)
- Angola
  - Luanda (ambassade)
- Cap-Vert
  - Praia (ambassade)
- Éthiopie
  - Addis-Abeba (ambassade)
- Gambie
  - Banjul (ambassade)
- Guinée
  - Conakry (ambassade)
- Libye
  - Tripoli (ambassade)
- Maroc
  - Rabat (ambassade)
  - Dakhla (consulat général)
- Mauritanie
  - Nouakchott (ambassade)
- Nigeria
  - Abuja (ambassade)
- Sénégal
  - Dakar (ambassade)
  - Ziguinchor (consulat général)

## Amérique
- Brésil
  - Brasilia (ambassade)
- Cuba
  - La Havane (ambassade)

## Asie
- Arabie saoudite
  - Riyad (ambassade)
- Chine
  - Pékin (ambassade)
- Qatar
  - Doha (ambassade)
- Turquie
  - Ankara (ambassade)
  - Istanbul (consulat général)

## Europe
- Belgique
  - Bruxelles (ambassade)
- Espagne
  - Madrid (ambassade)
- France
  - Paris (ambassade)
- Portugal
  - Lisbonne (ambassade)
  - Albufeira (consulat général)
- Russie
  - Moscou (ambassade)

## Organisations internationales
- ONU
  - New York (délégation)

## Galerie

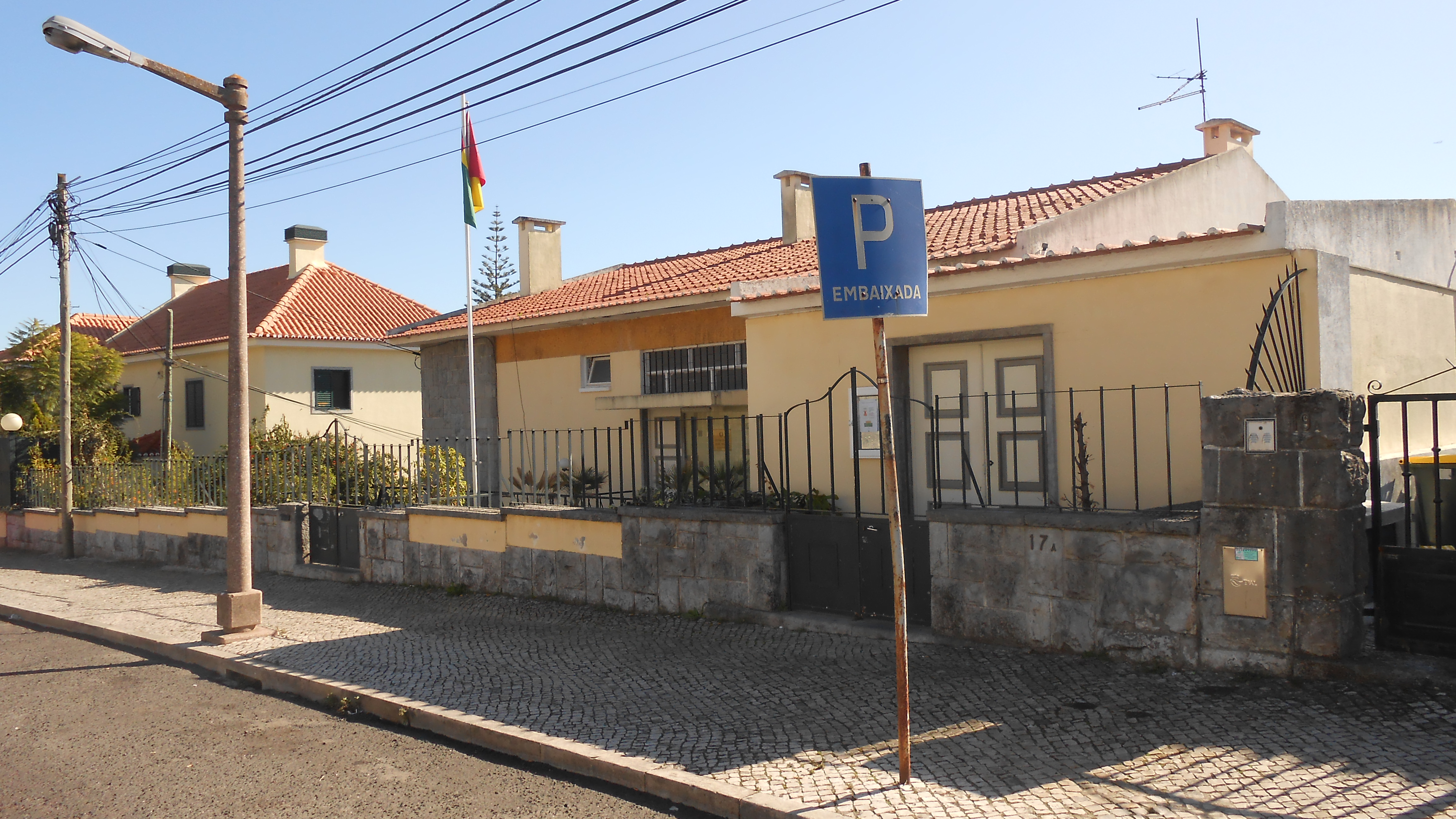
Ambassade à Lisbonne.
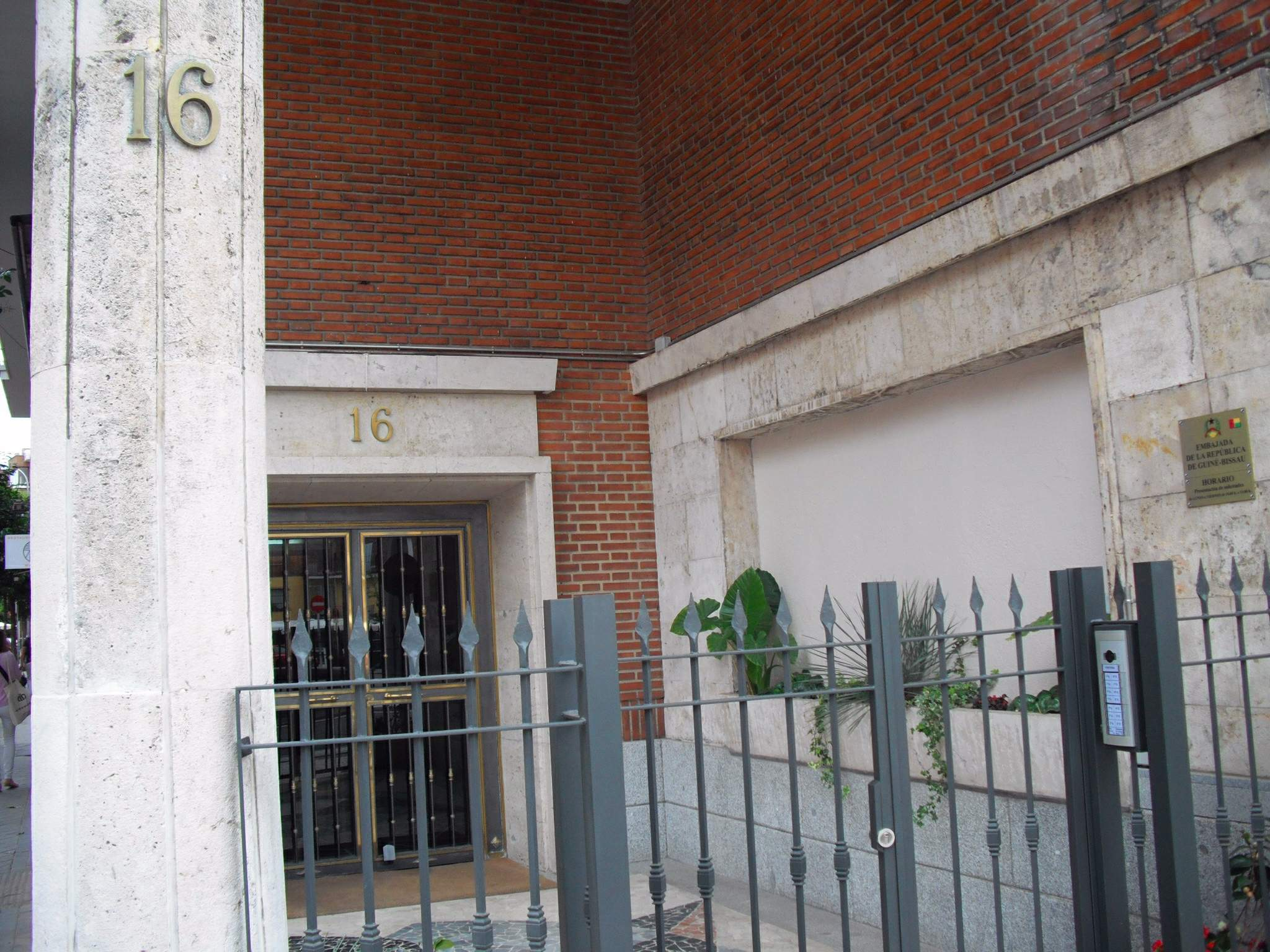
Ambassade à Madrid.